# 北溪 (光泽)

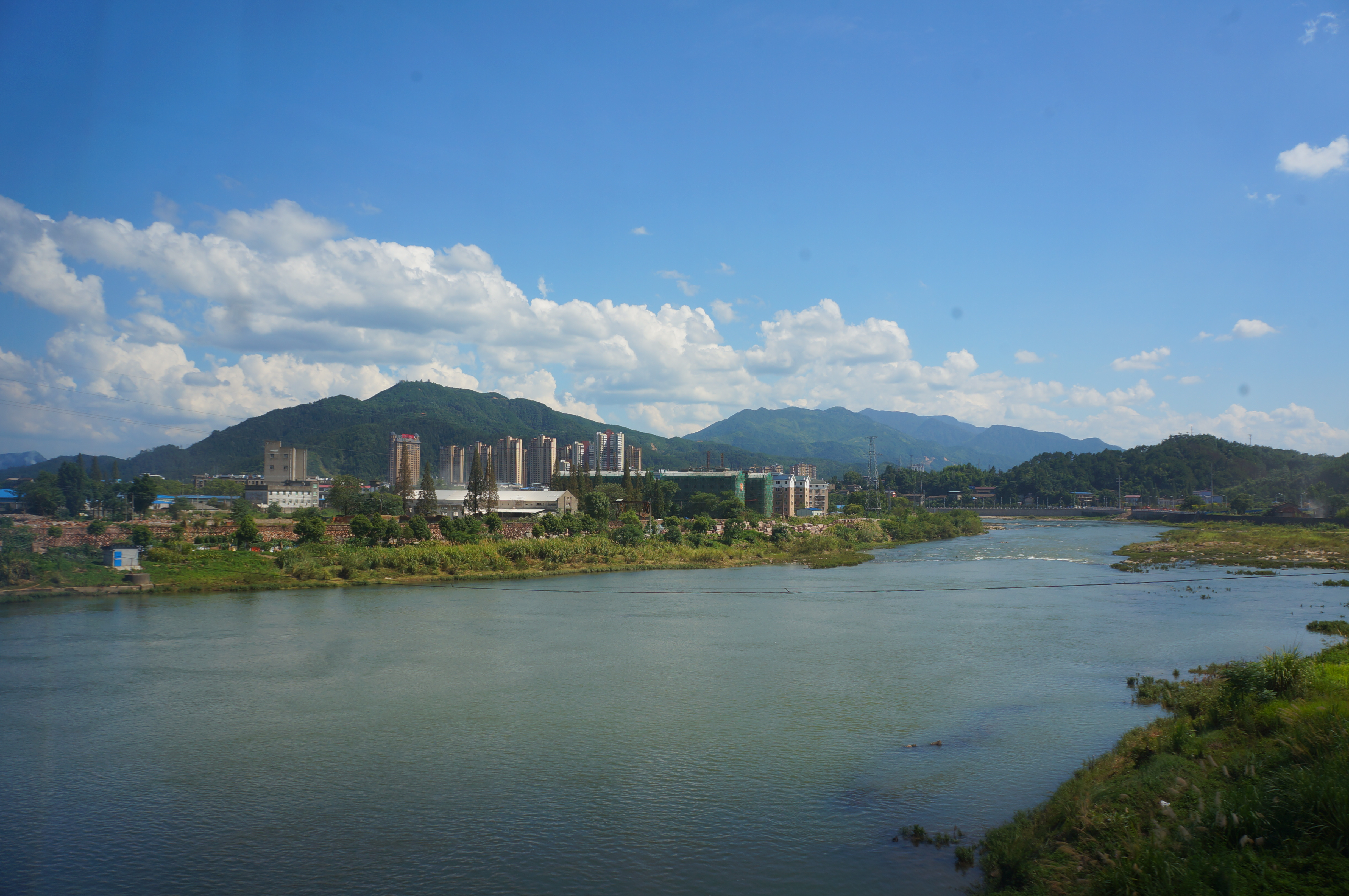
北溪光泽县城河段

北溪，位于中华人民共和国福建省南平市光泽县的一条河流，富屯溪左岸支流，发源于司前乡岱坪村东南的大岐山，西北流至司前乡转西南流，经寨里镇、崇仁乡，于县城杭川镇汇入富屯溪。河长72千米，流域面积1366平方千米，河道平均比降4.8‰。